# December 27.
December 27. az év 361. (szökőévben 362.) napja a Gergely-naptár szerint. Az évből még 4 nap van hátra.
Névnapok: János + Domán, Fabióla, Fabrícia, Lázár, Lázó, Teodor, Teofánia, Tifani

## Események

### Politikai események
- 1587 – III. (Vasa) Zsigmondot lengyel királlyá koronázzák.[1]
- 1867  – Magyarországon az 1867. évi XVII. törvénycikk kimondja az izraeliták egyenjogúságát.[2]
- 1934 – Perzsia sahja Perzsiát Iránnak nevezi át.
- 1945 – 28 állam megalapítja a Világbankot.
- 1972 – Belgium elismeri a Német Demokratikus Köztársaságot.
- 1978 – Spanyolország új alkotmányt fogad el, s így demokratikus állammá válik.
- 1979 – A szovjet csapatok bevonulnak Afganisztánba.
- 1985 – Palesztin terrorcselekmények Bécsben és Rómában. A schwechati repülőtéren többek között megsebesülnek: Szegedi Molnár Géza és Kibédi Ervin előadóművészek, valamint Kapus György Malév-alkalmazott.

### Tudományos és gazdasági események
- 1236 – Julianus barát visszatér Keletről a távoli magyarok létezésének és a mongolok közeledtének hírével.
- 1831 – Charles Darwin hajóútra kel az Atlanti-óceánon keresztül, Dél-Amerikát, Ausztráliát és a Polinéziai szigetcsoportokat érintve.
- 1922 – Több magánvállalat összevonásából megalakul Budapesten a BSZKRT közlekedési vállalat.
- 1971 – Az Aureole–1 francia ionoszféra kutató műhold szovjet indítással földkörüli pályára áll.

### Kulturális események
- 537–  Menas pátriárka felszenteli a Hagia Szophia székesegyházat.

#### Zenei események
- 1941 – Dmitrij Dmitrijevics Sosztakovics befejezi a 7. szimfóniáját.

## Születések
- 1350 – I. János aragóniai király († 1396)
- 1459 – I. János Albert lengyel király († 1501)
- 1555 – Johann Arndt német író és költő, evangélikus prédikátor, lelkész és szuperintendens († 1621)
- 1571 – Johannes Kepler német csillagász († 1630)
- 1654 – Jakob Bernoulli svájci matematikus, fizikus, († 1705)
- 1717 – VI. Piusz pápa († 1799)
- 1761 – Mihail Bogdanovics Barclay de Tolly orosz marsall, cári hadvezér († 1818)
- 1806 – Bernhard Márton piarista rendi szerzetes, tanár († 1870)
- 1820 – Bády Izidor János Benedek-rendi tanár († 1885)
- 1822 – Louis Pasteur francia kémikus, mikrobiológus († 1895)
- 1849 – Ábrányi Kornél magyar író, újságíró († 1913)
- 1850 – Brenner Tóbiás magyar ügyvéd, Szombathely főjegyzője, majd polgármestere († 1919)
- 1871 – Szladits Károly jogász, egyetemi tanár, az MTA tagja († 1956)
- 1873 – Gyömörey György, Zala vármegye főispánja († 1949)
- 1885 – Klein Antal magyarországi német földbirtokos, főispán, országgyűlési képviselő († 1979)
- 1886 – Berencsy Géza magyar földbirtokos, takarékpénztári tisztviselő, magyar királyi gazdasági tanácsos, városi számvevő, országgyűlési képviselő († ?)
- 1894 – Gombaszögi Ella magyar színésznő († 1951)
- 1896 – Kabay János gyógyszerész († 1936)
- 1898 – Tömböly Dénes építészmérnök, újságíró, országgyűlési képviselő († 1973)
- 1900
  - Hans Stuck német autóversenyző († 1978)
  - Királyhegyi Pál író, újságíró, humorista, forgatókönyvíró († 1981)
- 1901 – Marlene Dietrich német színésznő († 1992)
- 1902
  - Soós István magyar vegyészmérnök, borász, mikrobiológus, egyetemi tanár († 1959)
  - Ecsődi Ákos magyar festőművész, rajztanár († 1983)
  - Szabó Ferenc Kossuth-díjas magyar zeneszerző († 1969)
- 1903 – Széchy Károly hídépítő mérnök, egyetemi tanár, az MTA tagja († 1972)
- 1904 – René Bonnet francia autóversenyző († 1983)
- 1911 – Szervánszky Endre Kossuth- és Erkel Ferenc-díjas magyar zeneszerző († 1977)
- 1916 – Majláth Mária magyar színésznő a Nemzeti Színház örökös tagja († 2004)
- 1922 – Johnny Kay amerikai autóversenyző († 2008)
- 1923
  - Czéh Gitta Jászai Mari-díjas magyar színésznő († ?)
  - Hajdú Péter Széchenyi-díjas magyar nyelvész, egyetemi tanár, az MTA rendes tagja († 2002)
  - Novakovszky László kosárlabdázó, († 2008)
- 1925 – Michel Piccoli francia színész, filmrendező († 2020)
- 1931 – Murányi Beatrix műfordító
- 1931 – Brenner János magyar elsőfogadalmas ciszterci szerzetes, rábakethelyi káplán († 1957)
- 1933 – Mayer Mihály vízilabdázó, szövetségi kapitány, szakedző († 2000)
- 1939 – John Amos amerikai színész († 2024)
- 1947 – Benkő Márta magyar színésznő († 2003)
- 1948 – Gérard Depardieu francia színész
- 1950 – Terry Bozzio amerikai dobos
- 1955 – Almássy Éva magyar származású francia író, újságíró
- 1961 – Guido Westerwelle német liberális politikus, a FDP elnöke, külügyminiszter († 2016)
- 1963 − Vincze Gábor Péter magyar színművész
- 1965 – Szalmán Khán indiai színész
- 1969 – Jean-Christophe Boullion francia autóversenyző
- 1969 – Rajkai Zoltán magyar színész
- 1974 – Tóth Mihály labdarúgó, csatár
- 1974 – Masi Oka japán-amerikai színész, vizuális effekt-művész
- 1980
  - Zayzon Csaba magyar színész
  -  Dustin Bates amerikai énekes, dalszerző, producer
- 1981 – Emilie de Ravin ausztrál színésznő
- 1981 – Nyikita Alekszev orosz jégkorongozó
- 1984 – Gilles Simon francia teniszező
- 1984 – Kusztor Péter magyar kerékpározó
- 1985 – Jérôme d’Ambrosio belga autóversenyző
- 1985 – Logan Bailly belga labdarúgó
- 1986 – Shelly-Ann Fraser-Pryce jamaicai atléta, futónő
- 1987 – Kolnai Kovács Gergely magyar színész
- 1995 – Timothée Chalamet amerikai színész

## Halálozások
- 1065 – I. Ferdinánd leóni király (* 1016 k.)
- 1426 – Ozorai Pipó (Filippo Scolari, Pippo Spano)  Zsigmond király hadvezére, kincstartó, temesi ispán és szörényi bán (* 1369)
- 1564 – Johann von Ungnad német hadvezér, nyomdász, stájer kormányzó (* 1493)
- 1585 – Pierre de Ronsard francia költő (* 1524)
- 1800 – Hugh Blair skót pap, hittudós, szónok (* 1718)
- 1808 – Nyulas Ferenc magyar orvos (* 1758)
- 1820 – ifj. Tessedik Sámuel  magyar evangélikus lelkész (* 1742)
- 1840 – ikafalvi Baricz György mérnökkari császári és királyi alezredes (* 1779)
- 1863 – Dreher Antal nagyiparos, (* 1810)
- 1864 – Brünek József gróf Károlyi István uradalmi főtisztje (* 1793)
- 1874 – Ernst Litfaß német nyomdász, könyvkiadó és üzletember (* 1816)
- 1875 – Coda Sándor magyar orvos (* 1815)
- 1897 – Görgey Kornél honvéd alezredes (* 1819)
- 1914 – 
  - Herman Ottó magyar természettudós (* 1835)
  - Charles Martin Hall amerikai feltaláló, üzletember és kémikus, az alumínium-gyártás kidolgozója (* 1863)
- 1923 – Gustave Eiffel francia építészmérnök, gyáriparos (* 1832)
- 1925 – Szergej Alekszandrovics Jeszenyin orosz költő (27-én vagy 28-án felakasztotta magát.) (* 1895)
- 1930 – Farkas Gyula matematikus, fizikus, az MTA tagja (* 1847)
- 1938 – Oszip Emiljevics Mandelstam orosz költő, esszéíró * 1891)
- 1943 – Keményfy (Hartmann) János irodalomtörténész, kritikus, az MTA tagja, (* 1875)
- 1944 – Boldog Salkaházi Sára a Szociális Testvérek Társasága tagja, vértanú (* 1899)
- 1953 – Józef Turczyński lengyel zongoraművész, zenepedagógus, Chopin műveinek kiadója (* 1884)
- 1955 – Lám Frigyes (Friedrich Lám) nyelvtudós,  irodalomtörténész, történetíró, a győri leánygimnázium alapító tanára, költő (* 1881)
- 1958 – Mustafa Kruja albán politikus, Albánia miniszterelnöke (* 1887)
- 1959 – Lénárd Béla magyar színész (* 1892)
- 1972
  - Dutka Ákos magyar költő, újságíró (* 1881)
  - Lester Bowles Pearson Nobel-békedíjas kanadai politikus, miniszterelnök (* 1897)
  - Bodor Márton magyar géplakatos, országgyűlési képviselő (* 1887)
- 1978 – Belák Sándor magyar agrogeológus, egyetemi tanár (* 1919)
- 1979 – Hafizullah Amin afgán elnök (* 1929)
- 1984 – Kosáryné Réz Lola magyar író, műfordító (* 1892)
- 1993 – André Pilette belga autóversenyző (* 1918)
- 1995 – Shura Cherkassky ukrán származású amerikai zongoraművész (* 1909)
- 1998 – Forrai Miklós Liszt Ferenc-díjas karnagy, érdemes  művész (* 1913)
- 2003 – Alan Bates angol színész (* 1934)
- 2004 – Bessenyei Ferenc kétszeres Kossuth-díjas színművész, érdemes és kiváló művész, a nemzet színésze (* 1919)
- 2007 – Benazír Bhutto pakisztáni politikus, miniszterelnök (* 1953)
- 2016
  - Carrie Fisher amerikai színésznő, forgatókönyvíró, író (* 1956)
  - Claude Gensac francia színésznő (* 1927)
- 2018 – Kallós Miklós erdélyi szociológus, filozófus, egyetemi tanár (* 1926)
- 2021 – Damu Roland magyar színész (* 1974)
- 2024 – Olivia Hussey (sz. Olivia Osuna), argentin–angol színésznő (Zeffirelli: „Rómeó és Júlia”) (* 1951)

## Nemzeti ünnepek, emléknapok, világnapok
→Sablonvita:Ünnepek/12-27:
- Szent János apostol evangélista ünnepe a katolikus egyházban[3]
- az alkotmány napja Észak-Koreában[4]